# Katedra św. Kiliana w Würzburgu
Katedra św. Kiliana w Würzburgu, niem. Würzburger Dom – siedziba biskupa diecezji würzburskiej.
Katedra w Würzburgu, albo Katedra św. Kiliana, jest czwartym pod względem wielkości romańskim kościołem Niemiec. Została zbudowana w latach 1045–1188 i nazwana od irlandzkiego mnicha, który przeniósł się do miasta w 686 i później został świętym. Kościół ma dwie wieże, i jest trójnawową bazyliką, która dominuje nad centrum miasta. W środka można znaleźć różne interesujące zabytki, w tym kaplicę zbudowaną przez Balthasara Neumanna, i grupę grobów biskupich. Na chórze znajdują się stiukowe detale barokowe.